# Ivan Sarkander
Sveti Ivan Sarkander (Skoczów, 20. prosinca 1576. – Olomouc, 17. ožujka 1620.), poljski isusovac i svetac.

## Životopis
Rođen je 20. prosinca 1576. g. u mjestu Skoczowu u Češkoj. Nakon smrti oca se seli u Pribor. Upisuje studij filozofije kod isusovaca u Olomoucu. Kasnije školovanje nastavlja u Pragu. 
U Grazu studira teologiju, ali 1606. prekida studije i zaručuje se s Anom Platskom. Nakon njezine smrti zaređuje se za svećenika 1609. godine. Oštro je propovijedao protiv reformacije Martina Luthera. 
Godine 1616. postavljen je za župnika u Holešov. Četiri godine kasnije moravski vrhovni sudac daje nalog za uhićenje svih katoličkih svećenika. Ivan je pronađen u šumi te je u okovima priveden na "suđenje". Na montiranom procesu proglašen je krivim. Protestanti su 14. veljače 1620. tri sata rastezali, zatim još dva puta te je u zatvoru kod Olomouca 17. ožujka 1620. godine podlegao mukama. 
Svečeve relikvije počivaju u stolnoj crkvi sv. Vjenceslava u Olomoucu. Blaženim je proglašen 11. rujna 1859., a svetim ga je proglasio papa Ivan Pavao II. 21. svibnja 1995. godine.